# Tommy Byrne
Tommy Byrne (Drogheda, 6 de maio de 1958) é um ex-automobilista irlandês. Campeão do Campeonato Britânico de Fórmula 3 em 1982, Byrne participou de dois Grandes Prêmios de Fórmula 1 em 1982 com a equipe Theodore, não se classificando para outros três. Ele não conseguiu terminar em nenhum dos Grandes Prêmios que começou e não marcou pontos no campeonato de Fórmula 1.

## Carreira
Depois de um bom desempenho no Campeonato Irlandês de Fórmula Ford em 1981, Byrne venceu o Campeonato Britânico de Fórmula 3 de 1982, mesmo tendo perdido algumas corridas enquanto competia na Fórmula 1. Naquela época, ele também testou um carro de Fórmula 1 McLaren MP4/1 em outubro de 1982 contra os pilotos europeus de F2 da Spirit Racing, apoiados pela Marlboro, como Stefan Johansson e Thierry Boutsen. Após um breve retorno à Fórmula 3 em 1983, onde correu por Eddie Jordan, Byrne mudou-se para os Estados Unidos e começou a competir na American Racing Series em 1986, onde venceu dez corridas em 55 largadas. Ele também foi o vice-campeão em 1988 e 1989. Ele correu na série até 1992 e depois se aposentou. Apesar de sua longa carreira nos Estados Unidos, Byrne nunca estreou na Champ Car. Ele mora na Flórida e ensina Direção Defensiva para Adolescentes/Adultos Honda, Direção Defensiva Avançada, Acura High Performance e Acura Advanced Performance Driving durante a temporada de corridas no Mid-Ohio Sports Car Course em Lexington, Ohio. Ele também é treinador de pilotos da equipe da Indy Lights Series, Brian Stewart Racing.

### Resultados
| Ano  | Competição/GP                               | Pos. |
| ---- | ------------------------------------------- | ---- |
| 1982 | Fórmula 1                                   | NC   |
| 1982 | Campeonato Britânico de Fórmula 3           | 1º   |
| 1983 | Campeonato Britânico de Fórmula 3           | NC   |
| 1983 | Campeonato de Fórmula 3 Europeia da FIA     | 4º   |
| 1983 | Grande Prêmio de Macau                      | NC   |
| 1983 | Champ Car Atlantics                         | 15º  |
| 1984 | Fórmula 3 Europeia                          | 6º   |
| 1984 | Grande Prêmio de Macau                      | 8º   |
| 1984 | Fórmula Super Vee                           | 13º  |
| 1985 | Fórmula Super Vee                           | NC   |
| 1986 | Fórmula 3000                                | NC   |
| 1986 | IMSA GT Championship                        | 24º  |
| 1986 | Indy Lights Series                          | 7º   |
| 1987 | Indy Lights Series                          | 3º   |
| 1988 | Indy Lights Series                          | 2º   |
| 1989 | Campeonato HFC American Racing Series       | 2º   |
| 1990 | Campeonato Firestone American Racing Series | 13º  |
| 1991 | Campeonato Firestone Indy Lights            | 12º  |
| 1992 | Campeonato Firestone Indy Lights            | 10º  |
| 2001 | Grande corrida de estrada americana         | 13º  |
| 2001 | American Le Mans Series                     | NC   |
| 2002 | Grande corrida de estrada americana         | 3º   |

#### Fórmula 1
| Ano  | Equipe               | Chassi | Motor                | 1   | 2   | 3   | 4   | 5   | 6   | 7   | 8   | 9   | 10  | 11  | 12       | 13        | 14       | 15       | 16        | Pontos | Posição |
| ---- | -------------------- | ------ | -------------------- | --- | --- | --- | --- | --- | --- | --- | --- | --- | --- | --- | -------- | --------- | -------- | -------- | --------- | ------ | ------- |
| 1982 | Theodore Racing Team | TY02   | Ford Cosworth DFV V8 | RSA | BRA | USW | SMR | BEL | MON | USE | CAN | NED | GBR | FRA | GER NQ G | AUT Ret G | SUI NQ G | ITA NQ G | LVS Ret G | 0      | NC      |

### Livro e Filme
Ele é co-autor de um livro com Mark Hughes que foi lançado no Reino Unido em 8 de agosto de 2008, intitulado "Crashed and Byrned: The Greatest Racing Driver You Never Saw". O livro ganhou o William Hill Irish Sports Book of the Year de 2009.
Byrne foi o tema do documentário "Crash and Burn", de Seán Ó Cualáin em 2016.